# Hemigrammus bellottii
Hemigrammus bellottii är en fiskart som först beskrevs av Franz Steindachner 1882.  Hemigrammus bellottii ingår i släktet Hemigrammus och familjen Characidae. Inga underarter finns listade i Catalogue of Life.